# Pichonia lecomtei
Pichonia lecomtei är en tvåhjärtbladig växtart som först beskrevs av André Guillaumin, och fick sitt nu gällande namn av Terence Dale Pennington. Pichonia lecomtei ingår i släktet Pichonia och familjen Sapotaceae. Inga underarter finns listade i Catalogue of Life.